# Risto Kuntsi
Risto Kuntsi (Finlandia, 18 de junio de 1912-6 de agosto de 1964) fue un atleta finlandés especializado en la prueba de lanzamiento de peso, en la que consiguió ser subcampeón europeo en 1938.

## Carrera deportiva
En el Campeonato Europeo de Atletismo de 1934 ganó la medalla de plata en el lanzamiento de peso, con una marca de 15.19 metros, siendo superado por el estonio Arnold Viiding (oro también con 15.19 metros) y por delante del checoslovaco František Douda (bronce con 15.18 metros).